# مقاطعة كاربون (يوتا)
مقاطعة كربون (بالإنجليزية: Carbon County)‏ هي إحدى مقاطعات ولاية يوتا في الولايات المتحدة الأمريكية.

## أعلام
- نيد ميلر